# 约翰·伯特兰 (1946年)
约翰·伯特兰（英語：John Bertrand，1946年12月20日—），澳大利亚男子帆船运动员。他曾代表澳大利亚参加1972年和1976年夏季奥林匹克运动会帆船比赛，其中1976年奥运会获得一枚铜牌。